# Maraghar-massakren
Maraghar-massakren hændte den 10. april 1992 i Nagorno-Karabakh-krigen, hvor tropper fra både Armenien og Aserbajdsjan deltog i etniske udrensninger.
40°20′N 46°53′Ø / 40.33°N 46.88°Ø